# Estación de Horna
Horna fue un apeadero ferroviario situado en el término municipal español de Sigüenza, en la provincia de Guadalajara, comunidad autónoma de Castilla-La Mancha. En la actualidad las instalaciones están dadas de baja y carecen de servicios de pasajeros.

## Situación ferroviaria
La estación se encuentra en el punto kilométrico 150,851 de la línea férrea de ancho ibérico que une Madrid con Barcelona a 1064 metros de altitud, entre las estaciones de Alcuneza y Torralba. El tramo es de vía doble y está electrificado.

## Historia
La estación fue puesta inicialmente en servicio el 2 de julio de 1862 con la apertura del tramo de 61,758 km entre las estaciones de Jadraque y Medinaceli, dentro de la línea férrea Madrid-Zaragoza por parte de la compañía MZA. En 1941, la nacionalización del ferrocarril en España supuso la integración de MZA en la recién creada RENFE. 
El 4 de julio de 1959 entró en servicio la variante (y el nuevo apeadero) del nuevo túnel de Horna, entre las provincias de Guadalajara y Soria. Esto supuso la modificación del trazado de la línea Madrid-Barcelona, pasando al sur de la población, en una trinchera previa que da acceso al nuevo túnel de 3231 metros, triplicando sobradamente la longitud del anterior. Este nuevo trazado eliminó la curva de herradura de la estación de Torralba (Soria) y acortó el recorrido anterior.
Desde el 31 de diciembre de 2004 Renfe Operadora explota la línea mientras que Adif es la titular de las instalaciones ferroviarias.

## La estación
Las instalaciones se limitan prácticamente a un refugio y sus dos andenes. No existen otros elementos aparte de cuatro postes de iluminación no funcionales. El conjunto se halla en un desvío de la carretera local  GU-127 , siendo la distancia de la estación hasta las primeras casas de Horna de unos 500m. El acceso se puede alcanzar cruzando una pasarela peatonal o bien por un desvío anterior de la citada carretera para alcanzar con vehículo el andén donde está el refugio.